# 西港 (赫尔辛基)

西港区在赫尔辛基的位置

西港（芬蘭語：Länsisatama）是芬兰首都赫尔辛基的第20号市区，位于赫尔辛基市的西南部。

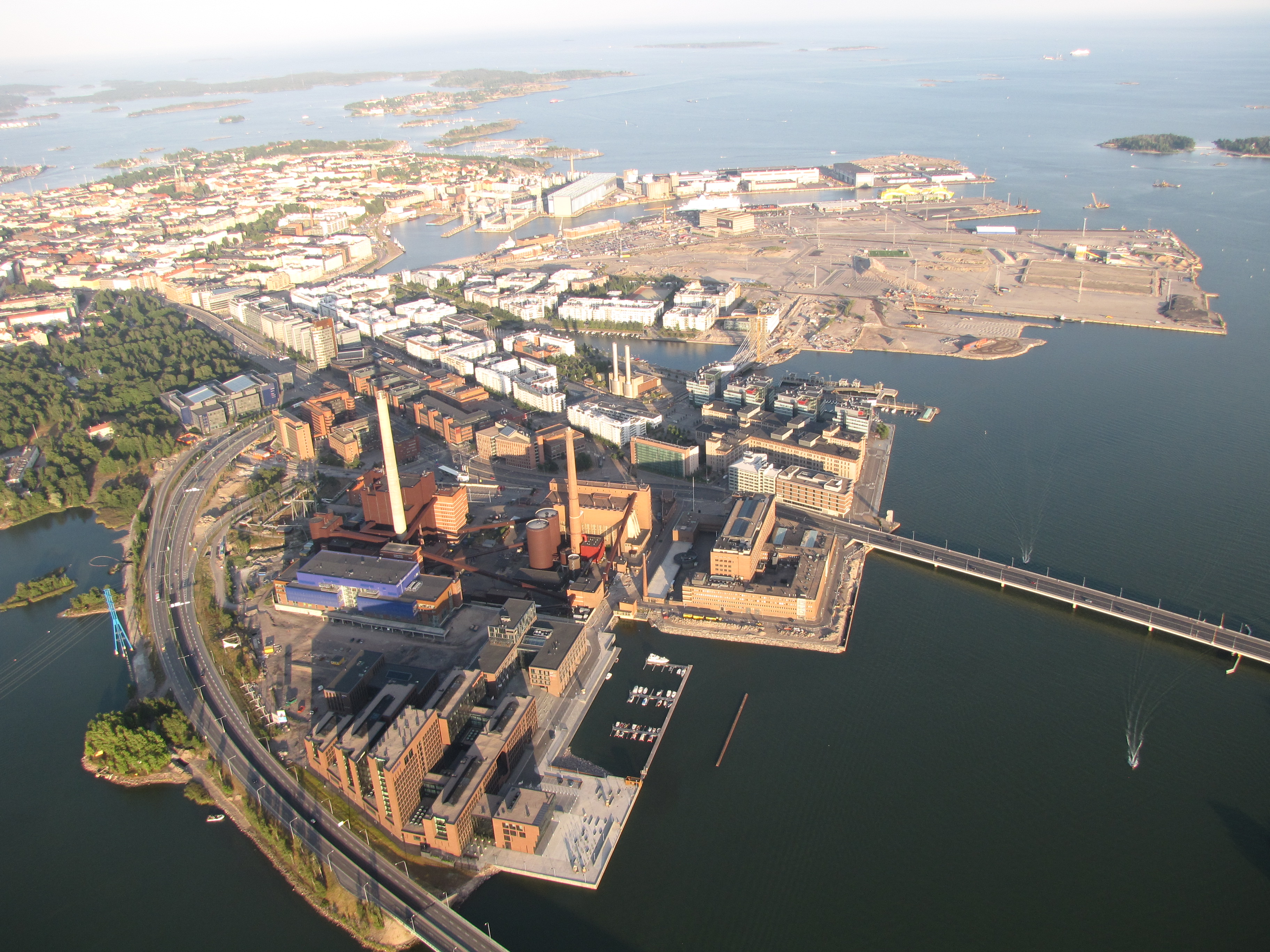
西港区上空照

西港区又细分为以下几个小区：
- 草湾
- 拉皮湾（Lapinlahti）
- 耶特凯岛（Jätkäsaari）
- 豌豆岛（Hernesaari）